# Kamel Ghilas
Kamel Fathi Ghilas (Marsella, Francia, 9 de marzo de 1984), conocido como Ghilas, es un futbolista franco-argelino que juega de delantero. Es hermano del también futbolista Nabil Ghilas.

## Trayectoria
Aunque nacido en Marsella sus orígenes son argelinos y jugó para la selección de fútbol de Argelia. 
Inició su carrera en el Vitrolles. Fue traspasado al  Cannes en la temporada 2003-04 del Championnat National (tercer nivel en la Liga francesa de fútbol), allí destaca y ayuda al ascenso del equipo a la Ligue 2 (segundo nivel en la Liga francesa de fútbol). 
En la temporada 2006-07 es traspasado al Vitória de Guimaraes de la Divisão de Honra (segundo nivel en el Campeonato Portugués de Fútbol), vuelve a conseguir el ascenso y en la temporada siguiente, ya en Primera División de Portugal se convierten en el equipo revelación y terminan en 3.ª posición, que les otorgó una plaza para la previa de la Liga de Campeones. 
En la temporada 2008-09 termina contrato con el Vitória de Guimaraes y ficha por el Celta de Vigo de la Segunda División de España. 
El 12 de agosto de 2009 el Celta de Vigo cierra el acuerdo con el Hull City a través del cual Ghilas deja de ser jugador celeste a cambio de una cantidad que rondará los 2,2 millones de euros, convirtiéndose así en un nuevo jugador del Hull City.
Tras abandonar el Hull City, vuelve a Francia y ficha por el Arlés, equipo que ese mismo año desciende a la Ligue 2. En verano de 2011 fichó por el Stade Reims de la 2.ª división francesa (Ligue 2).

## Selección nacional
Fue internacional con la selección de fútbol de Argelia en 19 ocasiones y anotó 3 goles. Su debut fue un 2 de junio de 2007 frente a Cabo Verde

## Clubes
| Club                    | País                   | Año       |
| ----------------------- | ---------------------- | --------- |
| A. S. Cannes            | Francia                | 2003-2006 |
| Vitória de Guimarães    | Portugal               | 2006-2008 |
| R. C. Celta de Vigo     | España                 | 2008-2009 |
| Hull City A. F. C.      | Inglaterra             | 2009-2012 |
| A. C. Arles (cedido)    | Francia                | 2010-2011 |
| Stade de Reims (cedido) | Francia                | 2011-2012 |
| Stade de Reims          | Francia                | 2012-2014 |
| R. Charleroi S. C.      | Bélgica                | 2014      |
| Dubai C. S. C.          | Emiratos Árabes Unidos | 2016      |